# 马哈茂德·马基
马哈茂德·马哈茂德·穆罕默德·马基（阿拉伯语：محمود محمود محمد مكي；1954年—）是一名埃及资身法官，2012年8月12日，他被埃及总统穆罕默德·穆尔西任命为副总统。2012年12月22日，他宣布辞职。

## 生平
他毕业于警察学院，担任埃及中央安全部队（主管全国警察）的警官。后来取得法学学位，担任检察官。
自1980年代以来，他就与许多法官同行一直投身于争取埃及司法独立的事业，并经常批评穆巴拉克当局的选举舞弊等劣行。被任命为副总统以前他是最高上诉法院副院长。
他的兄弟艾哈迈德·马基是希沙姆·甘迪勒内阁中的司法部长，自2012年8月2日就任。